# Encino (Nuevo México)
Encino es una villa ubicada en el condado de Torrance en el estado estadounidense de Nuevo México. En el Censo de 2010 tenía una población de 82 habitantes y una densidad poblacional de 15,89 personas por km².

## Geografía
Encino se encuentra ubicada en las coordenadas 34°39′7″N 105°27′31″O / 34.65194, -105.45861. Según la Oficina del Censo de los Estados Unidos, Encino tiene una superficie total de 5.16 km², de la cual 5.16 km² corresponden a tierra firme y (0%) 0 km² es agua.

## Demografía
Según el censo de 2010, había 82 personas residiendo en Encino. La densidad de población era de 15,89 hab./km². De los 82 habitantes, Encino estaba compuesto por el 84.15% blancos, el 0% eran afroamericanos, el 1.22% eran amerindios, el 0% eran asiáticos, el 0% eran isleños del Pacífico, el 13.41% eran de otras razas y el 1.22% pertenecían a dos o más razas. Del total de la población el 67.07% eran hispanos o latinos de cualquier raza.